# Чемпіонат Швеції з бенді 1921
 Чемпіонат Швеції з бенді: 1921 — 15-й сезон турніру з хокею з м'ячем (бенді), який проводився за кубковою системою. 
Переможцем змагань став клуб ІК «Сіріус» (Уппсала).

## Турнір

### Чвертьфінал
- ІФК Уппсала - Вестерос СК  7-6
- Седертельє СК - ІК «Йота» (Стокгольм)  0-2
- ІК «Сіріус» (Уппсала) -  АІК Стокгольм  6-5
- ІФ «Ліннеа» (Стокгольм) - Уппсала ІФ  5-2

### Півфінал
- ІФК Уппсала - ІК «Йота» (Стокгольм)  4-0
- ІК «Сіріус» (Уппсала) - ІФ «Ліннеа» (Стокгольм)  4-1

### Фінал
20 лютого 1921, Стокгольм
- ІК «Сіріус» (Уппсала) -  ІФК Уппсала  2-2

#### Перегравання фіналу
6 березня 1921, Уппсала
- ІК «Сіріус» (Уппсала) -  ІФК Уппсала  5-2